# Holly Johnson
Pour les articles homonymes, voir Johnson.
 (décembre 2022).
Si vous disposez d'ouvrages ou d'articles de référence ou si vous connaissez des sites web de qualité traitant du thème abordé ici, merci de compléter l'article en donnant les références utiles à sa vérifiabilité et en les liant à la section « Notes et références ».
Holly Johnson, né à Liverpool, le 9 février 1960 est chanteur et compositeur britannique, il a été le leader du groupe Frankie Goes to Hollywood.

## Biographie
Holly Johnson naît William Johnson le 9 février 1960 à Liverpool, en Angleterre.
Issu de la mouvance punk rock/new wave, il joue d'abord de la basse au sein du groupe Big in Japan. Il sort deux singles en solo.
À partir de 1982, il fait partie du groupe Frankie Goes to Hollywood, avec lequel il connaît la gloire en tant que chanteur et parolier. En 1983, le premier single du groupe sort sous le titre Relax. Les paroles, la pochette et la vidéo choquent et entraînent une censure par la BBC, ce qui contribue fortement à la notoriété du groupe. C'est à cette occasion qu'Holly Johnson et Paul Rutherford, autre membre du groupe, révèlent leur homosexualité. Il connaît d'autres succès avec le groupe (Two Tribes, The Power of Love, Welcome to the Pleasuredome, Rage Hard…), jusqu'en 1987. Après une tournée européenne, le groupe se sépare.
Comme les autres membres du groupe, Holly Johnson se lance dans une carrière solo, et il est encore une fois no 1 en Angleterre avec l'album Blast !
En 1991, Holly Johnson apprend qu'il est séropositif. Il se retire du monde musical et rend public son état en 1993. 
Après avoir suivi un Master of Arts à temps partiel pendant quatre ans, il s'adonne  à la peinture (il a notamment exposé à la Royal Academy of Arts en 2001) mais en 1994, il a aussi sorti une autobiographie qui fut encensée par la critique.
Il vit en couple avec Wolfgang Kuhle dans l'ouest londonien.
En 2005, le groupe Frankie Goes to Hollywood s'est reformé le temps d'une tournée, mais sans Holly Johnson.

## Discographie

### Albums studio
- 1989 : Blast
- 1991 : Dreams That Money Can't Buy
- 1999 : Soulstream (sur son propre label[6])
- 2014 : Europa

### Compilations
- 1990 : Hollelujah (The Remix Album)